# 彎線散紋夜蛾
彎線散紋夜蛾（学名：Callopistria deflexusa）为夜蛾科散紋夜蛾屬下的一个种。